# Allée Mireille-Knoll
L'allée Mireille-Knoll est une allée située sur le boulevard de Ménilmontant dans les 20e et 11e arrondissements à Paris.

## Situation et accès
L'allée est située sur le terre-plein central du boulevard de Ménilmontant entre la rue des Cendriers et la rue de Tlemcen.

## Origine du nom
Cette allée rend hommage à Mireille Knoll, victime de l'antisémitisme,,.

## Historique
Ce terre-plein central prend sa dénomination en juin 2019 par décision du conseil de Paris.
La plaque est inaugurée le 19 octobre 2021 par la maire Anne Hidalgo.